# Länna distrikt, Uppland
Länna distrikt är ett distrikt i Norrtälje kommun och Stockholms län. 
Distriktet ligger vid kusten, i södra delen av kommunen. 

## Tidigare administrativ tillhörighet
Distriktet inrättades 2016 och utgörs av socknen Länna i Norrtälje kommun.
Området motsvarar den omfattning Länna församling hade vid årsskiftet 1999/2000.